# Островно (озеро, Лепельский район)
Островно (бел. Астро́ўна) — озеро в Лепельском районе Витебской области Белоруссии в бассейне реки Дива. Принадлежит к группе Ушачских озёр.
Площадь поверхности озера 1,77 км², длина 3,41 км, наибольшая ширина 0,92 км. Наибольшая глубина Островно достигает 9,2 м. Длина береговой линии 9,82 км, площадь водосбора — 57,9 км². Высота над уровнем моря — 134,8 м.
Озеро расположено в 22 км к северо-востоку от города Лепель. На северном берегу озера деревня Поземщина, на южном — Островно. По южному берегу озера проходит магистраль М3.
Склоны котловины озера Островно высотой до 4 м, в северной части 8-10 м, преимущественно распаханные. Дно песчаное, глубже 2 м — выстлано илом; есть мели и впадины. На озере 5 небольших островов общей площадью 15 га. Используется как рыбопитомник.